# کهنه‌قشلاق (آغ‌استفا)
کهنه‌قشلاق (به آذربایجانی: Köhnəqışlaq) یک منطقه مسکونی در جمهوری آذربایجان است که در شهرستان آغ‌استفا واقع شده است.